# Heeswijk-Dinther
Heeswijk-Dinther is een dorp in de Nederlandse provincie Noord-Brabant, dat sinds 1993 deel uitmaakt van de fusiegemeente Bernheze.
De twee belangrijkste kernen van de vroegere gemeente, Heeswijk en Dinther, zijn aan elkaar gegroeid. De kerken in de oorspronkelijke dorpskernen staan een kilometer van elkaar, Dinther in het zuidwesten en Heeswijk in noordoosten. Sinds 2017 is Heeswijk-Dinther administratief één woonplaats, met 8.895 inwoners in 2023. Daarmee is het na Heesch de grootste woonplaats van Bernheze.

## Totstandkoming
De gemeenten Heeswijk en Dinther hadden vanaf 1918 dezelfde burgemeester en in 1969 werden ze met een deel van Loosbroek samengevoegd tot de gemeente Heeswijk-Dinther. De dorpen Heeswijk en Dinther werden voortaan samen als een woonplaats beschouwd. In 1993 werd Heeswijk-Dinther als gemeente en dorp weer opgeheven en werden de dorpen Heeswijk, Dinther en Loosbroek ondergebracht in de gemeente Bernheze, samen met de dorpen Heesch, Nistelrode en Vorstenbosch. Als geheel wordt er nog steeds over de plaats gesproken als Heeswijk-Dinther. Sinds 2017 is dat opnieuw geformaliseerd.

## Bezienswaardigheden

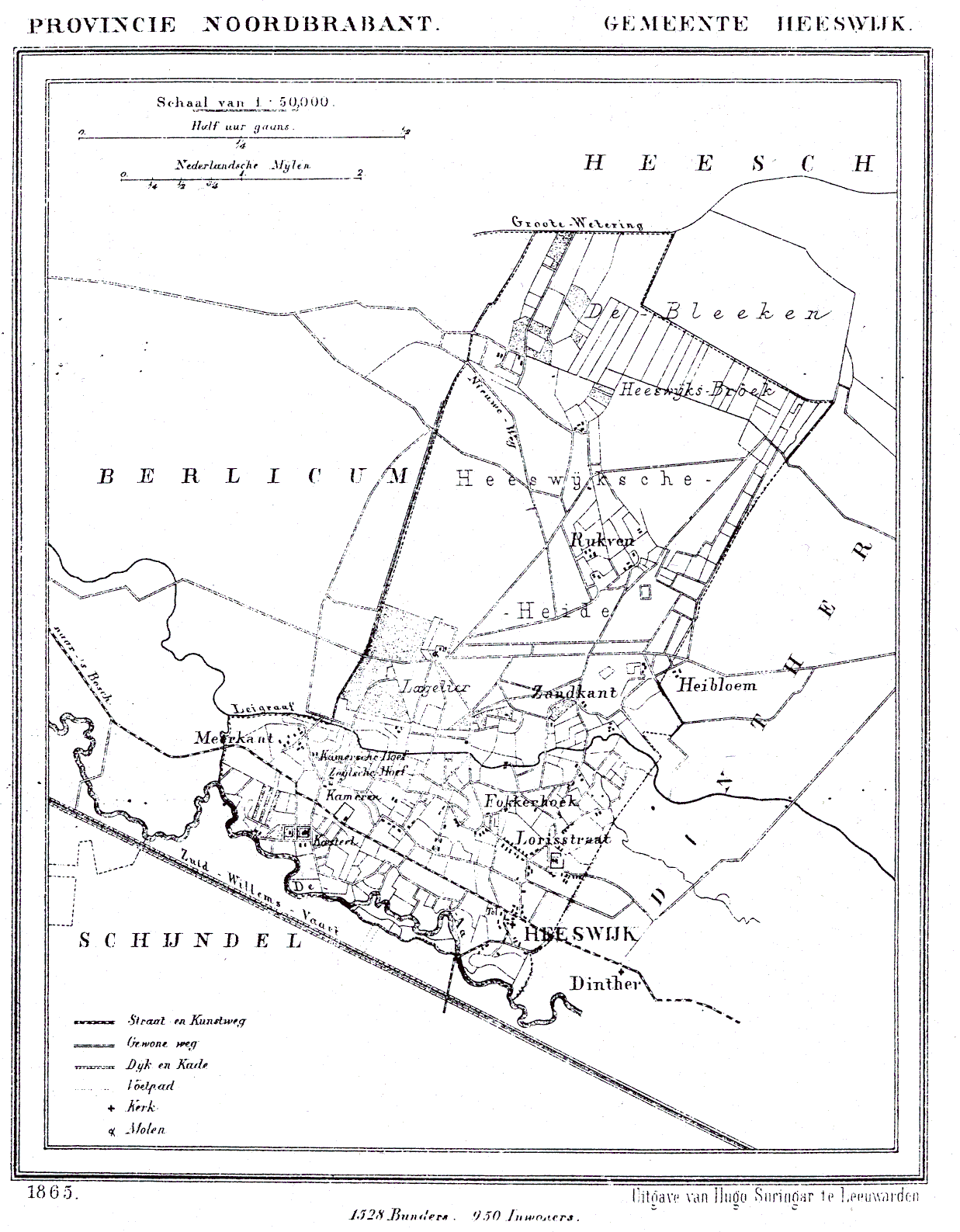
Heeswijk in 1865

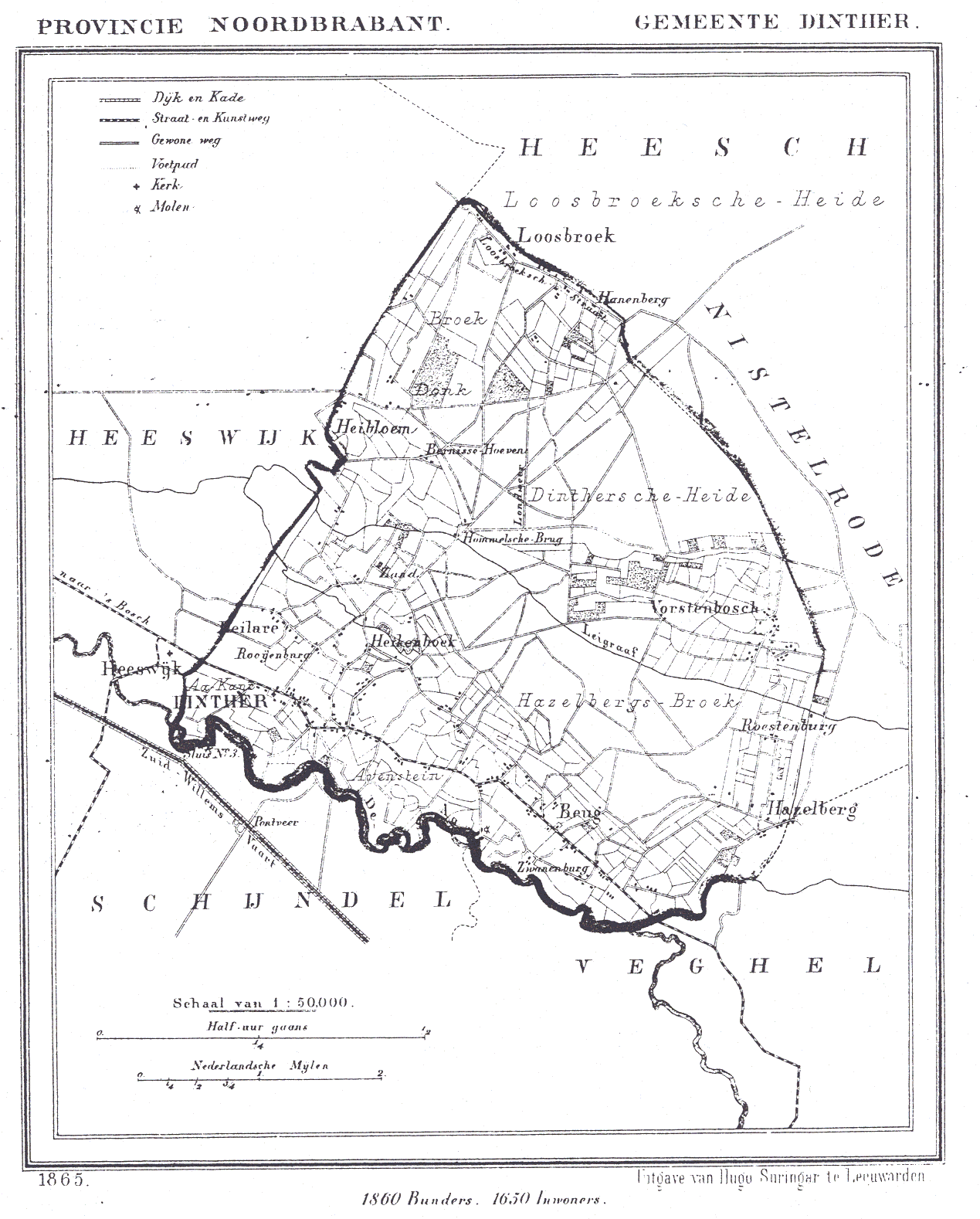
Dinther in 1865

- Kasteel Heeswijk is een waterburcht uit de twaalfde eeuw, die in 2005 geheel gerestaureerd is.
- De Abdij van Berne, sinds 1629 gevestigd in Heeswijk, is al van voor de Vroegmoderne Tijd een centrum van cultuur en bezinning.
- De Kilsdonkse Molen aan de Aa is in 2009 gerestaureerd. Deze 13e-eeuwse molen is een combinatie van een watervluchtmolen voor het malen van koren en een watergedreven oliemolen.
- Natuurtheater De Kersouwe (opgericht in 1946) organiseert elk jaar meer dan dertig voorstellingen in de zomermaanden.
- Meierijsche Museumboerderij, waar vanaf de middeleeuwen  agrarische activiteiten plaatsvonden.
- Huize Zwanenburg is een middeleeuws versterkt huis uit de 14e eeuw dat wordt bewoond.
- Fazanterie de Rooie Hoeve, waar meer dan vijftig soorten fazantachtigen worden tentoongesteld voor het publiek. Daarmee beschikt zij over de grootste collectie fazantachtigen in Europa.

## Onderwijs
- OBS De Bolderik
- RKBS Het Mozaïek
- RKBS 't Palet
- Gymnasium Bernrode

## Sport
In Heeswijk-Dinther bevinden zich enkele sportclubs waaronder voetbal (RKSV Avesteyn en VV Heeswijk), basketbal (BC Tenderfeet), korfbal (Altior), waterpolo (Gorgo), badminton (BC Argus), hockey (HDL) en turnen (Sine-cura)

## Verkeer en vervoer
De A50 ligt op twee kilometer ten oosten van Dinther. Op enkele honderden meters ten zuiden van beide dorpen ligt de N279, die 's-Hertogenbosch met Midden-Limburg verbindt. 
De N279 loopt tussen twee waterwegen: de Aa aan de kant van de dorpen en de Zuid-Willemsvaart aan de overkant. Op de Aa is dagrecreatie met bijvoorbeeld kano's mogelijk. De Zuid-Willemsvaart, die van 's-Hertogenbosch naar Maastricht loopt, behoort tot het Nederlandse hoofdvaarwegennet en is dus geschikt voor beroepsvaart tot CEMT-klasse IV.
De streekbussen van lijn 158 verzorgen verbindingen in de richtingen Veghel en 's-Hertogenbosch. In Heeswijk-Dinther hebben zij anno 2020 twaalf haltes, alle dicht bij de voormalige N606, van Kasteel Heeswijk tot bij de A50, hemelsbreed zes kilometer van elkaar. Aan de Monseigneur van Oorschotstraat is een OV-busstation.

## Carnaval
In 1962 werd de Dintherse carnavalsclub de Bokkenrijders opgericht. Later kwamen de Snevelkruiken in Heeswijk. Ondanks dat Heeswijk en Dinther al één gemeente waren, hadden ze allebei nog hun eigen Prins Carnaval. De burgemeester eiste in 1969 dat er voortaan maar één prins zou zijn, anders zou er geen ontvangst meer zijn in het gemeentehuis én geen subsidie meer komen. De Snevelkruiken en Bokkenrijders werden zo verenigd in Snevelbokkenland. In het wapen van Snevelbokkenland bevindt zich een snevel (een borrel), een bok en een zandkruier. De zandkruier heeft te maken met het nabijgelegen Loosbroek, dat erg laag ligt; daar moest veel zand naar toe.

## Bijzondere evenementen
- Europees Schuttersgilden Treffen (augustus 2006)
- 24-uurs Solexrace (sinds 2007)
- Belgisch Bier Festival aan het begin en einde van de zomervakantie (sinds 2013)
- Bernheze Fiets3daagse in de bouwvakvakantie (sinds 1997)
- Winterwandeltocht laatste zondag van het jaar (sinds 1999)
- Culinaire aspergefietstocht tijdens het aspergeseizoen (sinds 2000)

## Openluchttheater
Openluchttheater De Kersouwe biedt in de lente, zomer en herfst een scala aan optredens in de Heeswijkse bossen. Variërend van toneel tot optredens van bekende artiesten.

## Recreatie
Van oudsher zijn de Heeswijkse Bossen bij Kasteel Heeswijk het recreatiegebied van Heeswijk-Dinther, samen met De Wildhorst, dat er in het noorden op aansluit. Het gebied eromheen is later ontwikkeld voor dagrecreatie en verblijf.

## Geboren in Heeswijk-Dinther
- Ron Heesakkers (1978), voetballer
- Eva Laurenssen (1988), actrice
- Freek Heerkens (1989), voetballer
- Sanne van Dijke (1995), judoka
- Sjef van den Berg (1995), handboogschutter
- Robin Roefs (2003), voetballer

## Woonachtig geweest in Heeswijk-Dinther
- Marcel van de Ven (1930-2000), norbertijner abt
- Mark van de Veerdonk (1959), cabaretier
- Marco Verkuijlen (1967), DJ Marco V
- Roelof Hemmen (1963), radio- en televisiepresentator
- Theo Lucius (1976), voetballer

## Afbeeldingen

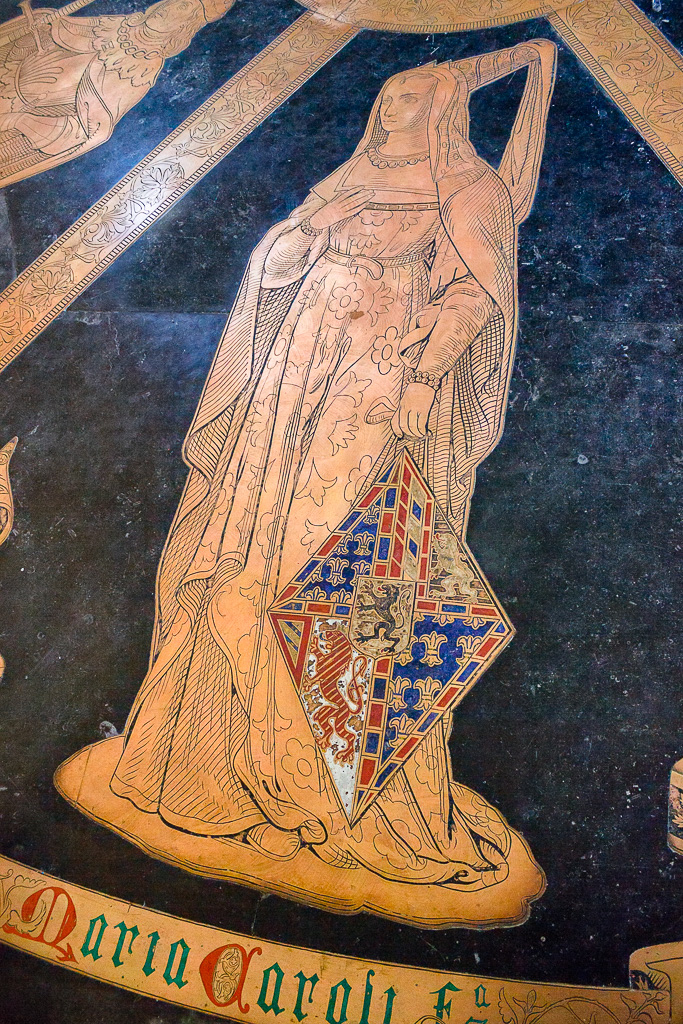
Kasteel Heeswijk: Hertogin Maria van Bourgondië, op een vloersegment van de IJzertoren, in 1885 aangebracht door huisarchitect Snickers.
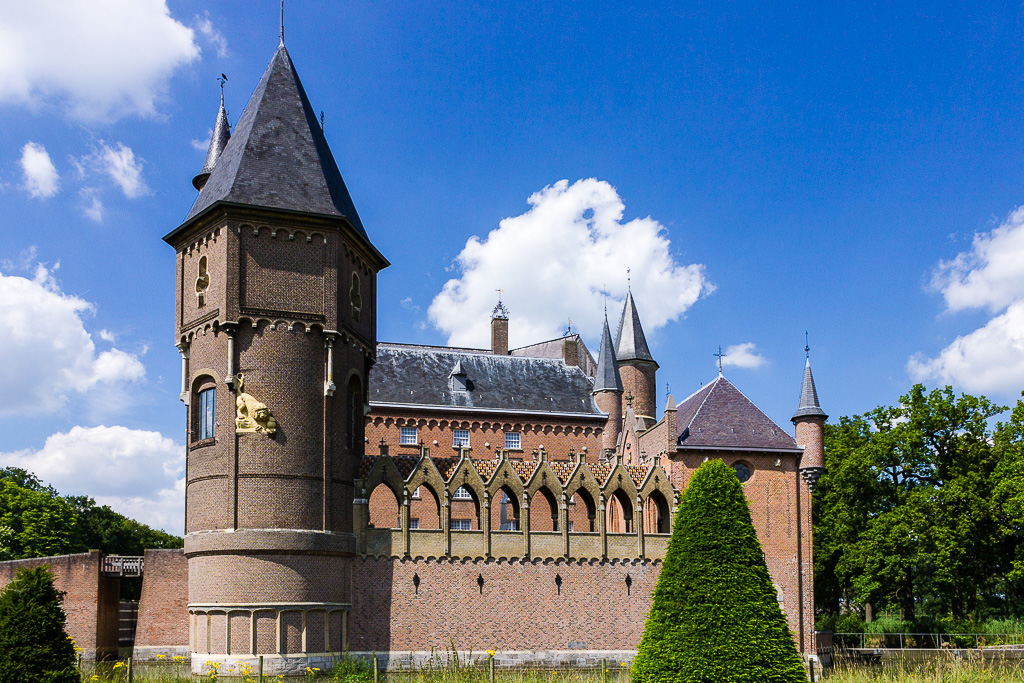
Kasteel Heeswijk
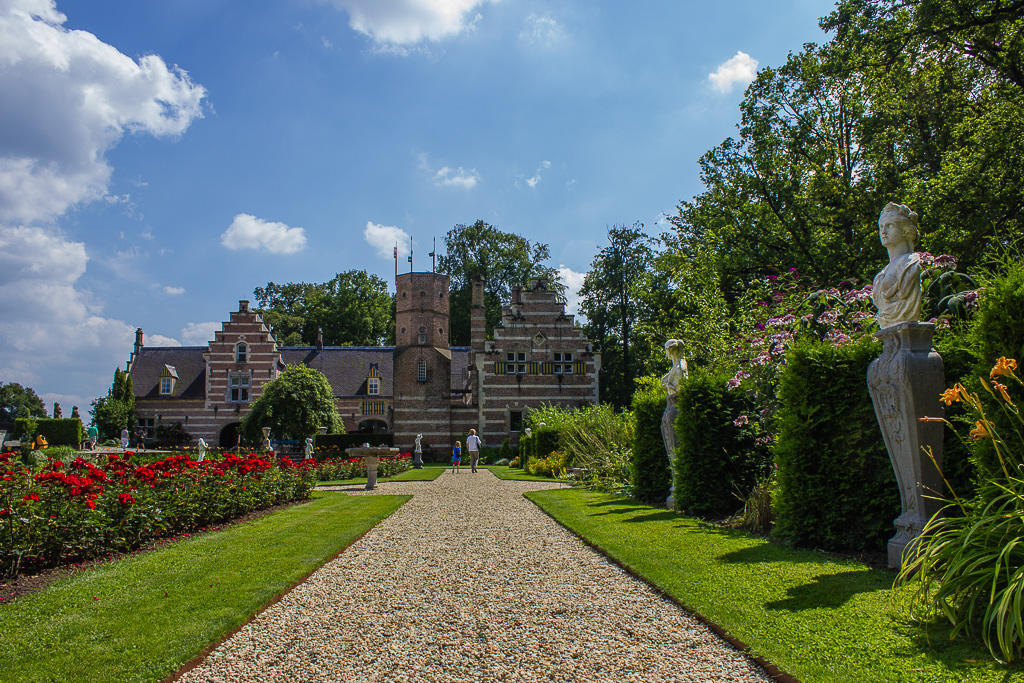
Kasteeltuin van het kasteel Heeswijk met koetshuis
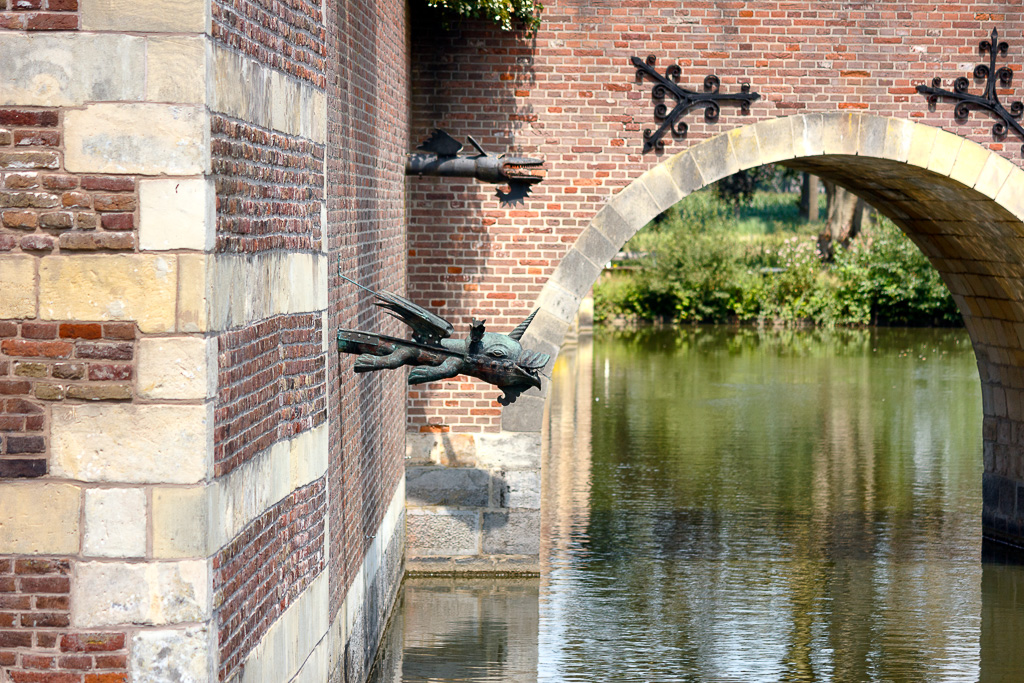
Koperen waterspuwers aan de kasteelmuur van Kasteel Heeswijk-Dinther.